# Esmeralda Arboleda Cadavid
María[källa behövs] Esmeralda Arboleda Cadavid, född 1921, död 1997, var en colombiansk politiker. Hon var senator 1958-1961, kommunikationsminister 1961-1962, och ambassadör till Österrike 1966-1968. 
Hon utnämndes 1954 av general Gustavo Rojas Pinilla till kommissionen för att utreda införandet av kvinnors rösträtt. De konservativa Josefina Valencia de Hubach och Teresa Santamaría de González (suppleant) och liberalerna Esmeralda Arboleda de Uribe och María Currea de Aya (suppleant) var alla medlemmar i kommissionen.
Hon blev 1958 sitt lands första kvinnliga parlamentariker. 